# Опсадна техника
Опсадна техника (енгл. Siege engine) је заједнички назив за објекте, направе и борбена оруђа употребљавана при опсади тврђава и градова.

## Епоха хладног оружја

### За савлађивање препрека
За савлађивање препрека (сувих и водених ровова) грађени су разни објекти, најчешће насипи (лат. agger) и мостићи. Насипи (земљани, дрвени и камени)служили су за попуну неравнина и за лакше прилажење трупа и опсадне технике бедему браниоца. Код Тира је 332. п.н.е. за време Александрових похода, био израђен насип дужине 1 км да би се омогућио приступ од копна до острва на коме се налазила тврђава. Понекад је насип дизан и уз јако високе градске бедеме, да би се с њега лакше могао пробити зид или отерати бранилац са бедема. Прикривено приближавање бедему омогућавао је насип с уграђеним ходником.
Обични мостићи примењивани су за прелажење преко ровова, а покретни за прелазак с покретних нападних кула на бедем (при нападу на високе бедеме). Фашине су служиле за лакшу израду насипа преко мочварног земљишта или водених ровова.

### За заштиту нападача
За заштиту бораца при приближавању тврђави служили су штитови и корњаче. Штитови (лат. pluteus) су имали рам од дрвета, обложен сировом кожом ради заштите од пожара и браниочевих стрела; у облози су остављани прорези за гађање и осматрање. Било их је преносних (за 2-3 човека) и вучних за већи број људи. Понекад су штитови (као кровови) употребљавани и за заштиту јуришних овнова и стрелаца у нападној покретној кули.
Корњаче (лат. testudo) су израђиване у облику шупа на точковима, са кровом и зидовима од дасака или поплета. Кров и бочне стране били су обложени сировом кожом. Углавном су служиле за заштиту ударног овна.

### За надвишавање бедема
За заштиту бораца при приближавању тврђави и за надвишавање бедема ради тучења живе силе на њему и иза њега, служиле су нападне покретне куле (лат. turres ambulatoriae). Оне су биле познате Асирцима и Грцима, а највећи развој достижу у Македонаца; задржавају се неко време и после појаве ватреног оружја. Израђиване су од дрвета, зидова обложених сировом кожом, и на више спратова, са балконима и покривеним ходницима. На најнижем спрату налазили су се јуришни овнови и резерве воде, на горњем бацачке справе, а каснија лакша артиљеријска оруђа. Нападне куле имале су и покретне мостиће, спуштане на браниочев бедем кад му се куле приближе. Величина и висина нападних кула зависиле су од висине бедема који се нападао. Према грчком градитељу кула и опсадних кранова Дијаду, куле су биле, обично, високе око 30 м и имале основу облика квадрата странице око 8 м. Висина појединих спратова кретала се од 2 до 4 м, а највишег била је око 6 м. Обично су нападне куле имале по 10 спратова. Грк Деметрије Полиоркет постизао је бољу стабилност кула, дајући већи нагиб њеним зидовима. Његова кула била је висока око 50 м; дужина страница основице била је око 25 м, а на највишем спрату око 4.5 м. Тежина такве куле износила је око 250 т. За лакше кретање нападних кула Асирци су, по потреби, поплочавали или калдрмисали земљиште, а Македонци су га равнали.

### За пењање на бедеме
За пењање на бедеме и изношење потребног материјала на њих, примењивани су, поред насипа и нападних кула с мостићима, и разне врсте лествица (ескалада), опсадни кран и корпа. За лествице су знали још Египћани, Асирци и неки други стари народи. Израђиване су од коже, ужади и дрвета. Ефикасно су примењиване само ноћу или кад је бранилац отеран са бедема. Опсадни кран (лат. toleno) представљао је неку врсту покретног мостића. На високом постољу био је причвршћен пречагама кратки, ниски сандук у коме су групе бораца дизане на круну бедема. Корпа, која је имала исту ту намену, била је у облику ђерма који је омогућавао да се војници, смештени у корпи, издигну и спусте на круну бедема или да се само дигну на висину бедема и из корпе туку живу силу на бедему и позади њега.